# Кляйн-Райде
Кляйн-Райде (нім. Klein Rheide) — громада в Німеччині, розташована в землі Шлезвіг-Гольштейн. Входить до складу району Шлезвіг-Фленсбург. Складова частина об'єднання громад Кропп-Штапельгольм.
Площа — 12,82 км2. Населення становить 333 ос. (станом на 31 грудня 2020).